# 三林智香
三林 智香（みつばやし ちか、1983年9月11日 - ）は、日本のモデル。石川県出身。インターネット美女コンテスト、ファイナリスト。
所属事務所はアドバンス社（石川県）。以前の所属事務所はフィガロ（大阪府）。現在はモデルのほか、ＭＣやリポーターとしても活動中。

## 出演経歴

### CM
- メガネの愛眼「ハグするフレーム」
- 香林坊大和

### VP
- NTTネオメイト
- 伊藤忠商事
- 日立セキュリティーシステム
- エーザイ
- sony「立ちはだかる騒音VSノイズキャンセリング　MDR-1000X」助手役

### スチール
ヤンマー
- 小林製薬
- USJ
- エーザイ
- 南都銀行
- 天王寺都ホテル
- 大丸
- ハーレーダビッドソン
- 千趣会
- ニッセン
- 三洋電機「Gorilla」NV-SB360DT
- 西松屋
- グンゼ「Autumn&Winter Collection 2009」

### MAGAZINE
- TJとやま

### MC
- WEB番組「片町スクランブルナイト」アシスタントMC